# 철도노동조합 (일본)
철도노동조합(일본어: 鉄道労働組合 테츠도로도쿠미아이[*])은 옛 일본국유철도(국철)에 존재했던 노동조합이다. 약칭은 철노(일본어: 鉄労 테츠로[*]). 전일본노동총동맹(동맹) 계열 노조로, 파업을 하지 않는 노사협조 노선이었다. 국철분할민영화 이후에는 전일본철도노동조합총연합회(JR총련)에 합류했다가 도로 탈퇴해 일본철도산업노동조합총연합(철산총련)과 함께 일본철도노동조합연합회(JR연합)을 결성했다. 이쪽이 실질적으로 철노의 노사협조 노선을 계승하고 있다.